# Сейсмічність Тайваню
Сейсмічність острова Тайвань, на якому розташовується Республіка Китай, характеризується досить високою сейсмічністю.

## Загальна характеристика
Вздовж усієї території острова Тайвань тягнуться вкриті лісами Тайванські гори (найвища точка — гора Юйшань, 3952 м), на півночі острова лежить група згаслих вулканів, на заході — прибережна рівнина. Населення острова досить часто потерпає від сильних землетрусів магнітудою 6—8 балів. За останні 50 років на Тайвані сталося загалом сім великих землетрусів, останнім з яких був сильний землетрус у ніч проти 7 лютого 2023 року магнітудою 7,7 балів (за шкалою Ріхтера).

## Землетруси у минулі століття
21 вересня 1999 року, о 01:47:13 за місцевим Тайванським часом (UTC+8) (20.09.1999, 20:47:13 за київським часом), у центрі острова стався сильний за (шкалою інтенсивності МSK-64) землетрус магнітудою до 7,7 балів (за шкалою Ріхтера). Епіцентр землетрусу знаходився в  районі Цзіцзі у регіоні Наньтоу. Внаслідок землетрусу загинуло 2415 осіб, постраждало — 11 305 та ще 29 зникло безвісти. Землетрус став другим за кількістю жертв у всій писемній історії Тайваню.

## Землетруси XXI століття

### 2006
26 грудня, о 12:25 UTC (20:25 за місцевим часом), в південній частині острову Тайвань стався сильний (за шкалою інтенсивності МSK-64) землетрус магнітудою 7,1 балів (за шкалою Ріхтера). Епіцентр землетрусу знаходився за ~23 км від міста Хенгчуна, відповідно гіпоцентр знаходився на глибині 21,9 км під протокою Лузон (21°53′ пн. ш. 120°34′ ст. д.HGЯO), що сполучає Південно-Китайське та Філіппінське моря.

### 2010
4 березня в спеціальному муніципалітеті Гаосюн стався сильно помірний (за шкалою інтенсивності МSK-64) землетрус (6,4 Mw). Епіцентр землетрусу знаходився у малолюдному гірському районі, тож ніхто не загинув, але постраждало 96 осіб.

### 2018
4 лютого, о 15:56:42 (за київським часом), Головним центром спеціального контролю ДКАУ зареєстровано сильно помірний (за шкалою інтенсивності МSK-64) землетрус магнітудою 5,8 балів (за шкалою Ріхтера), джерело якого знаходилося на схід від узбережжя острова Тайвань.

### 2022
18 вересня, о 09:44 (за всесвітнім координованим часом), на Тайвані стався сильний (за шкалою інтенсивності МSK-64) землетрус магнітудою 7,2 балів (за шкалою Ріхтера). За повідомленням пресслужби Національного метеорологічного управління Японії, підземні поштовхи були зафіксовані за 86 км від тайванського району Юйцзін. У результаті підземних поштовхів з рейок зійшли декілька пасажирських вагонів, а в окрузі Тайдун було зруйновано продуктовий магазин. Підземні поштовхи відчули також мешканці японської префектури Окінава.

### 2023
У ніч проти 7 лютого, північно-східні регіони Тайваню зазнали дуже сильного (за шкалою інтенсивності МSK-64) землетрусу, сила якого сягнула 7,7 балів (за шкалою Ріхтера). «Епіцентр підземних поштовхів лежав за 34,4 км на північний схід від столиці повіту Гуалянь, на невеликій глибині — 15,8 км», — зазначалося в повідомленні Центрального метеорологічного бюро країни. Уточнювалося, що у прилеглих районах були зареєстровані поштовхи дещо меншої інтенсивності.
24 грудня, о 12:49 GMT+2 (за місцевим часом), в районі Тайваню стався сильно помірний (за шкалою інтенсивності МSK-64) землетрус магнітудою 6,3 балів (за шкалою Ріхтера). За повідомленням Німецького дослідницького центру геонаук (нім. — Helmholtz-Gemeinschaft Deutscher Forschungszentren, GFZ), гіпоцентр землетрусу знаходився на глибині 10 км.

### 2024
3 квітня, о 7:58 (за місцевим часом), в східній частині острову Тайвань стався сильний (за шкалою інтенсивності МSK-64) землетрус магнітудою від 7,2 до 7,4 балів (за шкалою Ріхтера). Епіцентр землетрусу знаходився в морі біля східного узбережжя острова за 18 км на південь від міста Хуалянь, гіпоцентр залягав на глибині близько 35 км. З моменту початкового землетрусу було зафіксовано більш як 50 афтершоків. Підземні поштовхи призвели до пошкодження десятків будівель, доріг, мостів і тунелів, а також до зсувів ґрунту. На Тайвані, півдні Японії та на Філіппінах було оголошено попередження про загрозу цунамі. Станом на 6 квітня повідомлено про загибель 13 людей і 1145 поранених. За даними оперативного центру, 442 осіб заблоковані в різних місцях і шестеро людей вважаються зниклими безвісти. Даний землетрус став найсильнішим у країні за чверть останнього століття.
13 квітня, о 22:26 (за місцевим часом), на Тайвані стався сильно відчутний (за шкалою інтенсивності МSK-64) землетрус магнітудою 4,2 балів (за шкалою Ріхтера). За повідомленням Volcano Discovery, епіцентр землетрусу знаходився у східній частині острову Тайвань за 8,1 км від міста Хуалянь, з гіпоцентром на глибині 9 км під землею.
21 квітня поблизу узбережжя Тайваню було зафіксовано помірний (за шкалою інтенсивності МSK-64) землетрус магнітудою 5,1 балів (за шкалою Ріхтера). За повідомленням Європейського середземноморського сейсмологічного центру (EMSC), епіцентр землетрусу розташовувався за 51 км на південь від повіту Хуалянь з населенням близько 320 тис. осіб. Гіпоцентр землетрусу залягав на глибині 10 км.
22 квітня, відповідно о 02:26 та 02:32 (за місцевим часом), на сході Тайваню в повіті Хуалянь зареєстровано сильно помірні (за шкалою інтенсивності МSK-64) землетруси магнітудою 6,0 і 6,3 балів (за шкалою Ріхтера). Згідно посиланням на Центральне метеорологічне управління Тайваню, епіцентр першого підземного поштовху знаходився в Тихому океані, приблизно за 30 км від узбережжя Хуаляня на глибині 10 км, а другого, потужнішого, вже безпосередньо під поверхнею острову на глибині 5,5 км. В результаті землетрусів в місті Хуалянь було частково зруйновано декілька будинків.
6 травня, о 17:45 (за місцевим часом), на Тайвані стався помірний (за шкалою інтенсивності МSK-64) землетрус магнітудою 5,6 балів (за шкалою Ріхтера). Згідно  повідомлення Європейського середземноморського сейсмологічного центру (EMSC), поштовхи були зафіксовані на глибині 25 км.
10 травня, біля східного узбережжя Тайваню стався помірний (за шкалою інтенсивності МSK-64) землетрус магнітудою 5,8 балів (за шкалою Ріхтера). Згідно повідомлення агентства Reuters, епіцентр землетрусу знаходився біля узбережжя округу Хуалянь, відповідно гіпоцентр залягав на глибині — 10 км. Поштовхи були відчутні також в столиці Тайбеї.
16 серпня, о 02:35:56 (за київським часом), на Тайвані стався сильно помірний (за шкалою інтенсивності МSK-64) землетрус магнітудою 6,0 балів (за шкалою Ріхтера). За повідомленням Головного центру спеціального контролю ДКАУ, епіцентр землетрусу знаходився на узбережжі острову Тайвань, відповідно гіпоцентр залягав на глибині 21 км.

### 2025
20 січня, о 16:00 (за Гринвічем), на півдні Тайваню стався сильно помірний (за шкалою інтенсивності МSK-64) землетрус магнітудою 6,0 балів (за шкалою Ріхтера). В той же час, Центральне метеоуправління Тайваню заявило, що сила підземних поштовхів сягнула 6,4 балів (за шкалою Ріхтера). За даними Геологічної служби США, епіцентр землетрусу знаходився за 12 км на північ від Юйцзина на глибині 10 км. Згідно повідомлення Bloomberg, внаслідок стихії травмувань зазнали 15 осіб, рятувальники продовжують оцінювати масштаби руйнувань.
21 січня, на Тайвані стався сильно помірний (за шкалою інтенсивності МSK-64) землетрус магнітудою 6,4 балів (за шкалою Ріхтера). За повідомленням інформаційного агентства Kyodo News, епіцентр землетрусу знаходився в містечку Дапу в окрузі Цзяї, гіпоцентр — на глибині у 9,7 км. Одним із найбільш постраждалих районів став район Наньсі в Тайнані, де зазнали шкоди будинки близько 100 домогосподарств. Щонайменше 44 людини — постраждали.
9 квітня у північно-східному повіті Їлань на Тайвані стався помірний (за шкалою інтенсивності МSK-64) землетрус магнітудою 5,8 балів (за шкалою Ріхтера). Згідно повідомлення агентства Reuters з посиланням на заяву метеорологічної служби Тайваню, епіцентр землетрусу знаходився у столиці Республіки Китай в місті Тайбей, гіпоцентр землетрусу залягав на глибині 72,4 км.